# إميل هولست
إميل هولست (بالدنماركية: Emil Holst)‏ هو لاعب كرة الريشة دنماركي، ولد في 9 يناير 1991 في كوبنهاغن في الدنمارك.

## وصلات خارجية
- إميل هولست على موقع BWF.tournamentsoftware.com (الإنجليزية)
- إميل هولست على موقع BWFbadminton.com (الإنجليزية)